# ジュロン・イースト・スタジアム
ジュロン・イースト・スタジアム（英語: Jurong East Stadium）は、シンガポールのジュロン・イースト (Jurong East) にあるサッカー専用スタジアムである。

## 概要
1998年に建設された。収容人数は2,700人。シンガポールプレミアリーグに所属するアルビレックス新潟シンガポールとタンジョン・パガー・ユナイテッドFCがホームスタジアムとして利用している。
2012年2月22日に行われたロンドン五輪サッカーアジア予選でU-23サッカー日本代表がU-23サッカーマレーシア代表戦の際に、試合前日までの事前合宿のための練習施設として使用した。

## 交通アクセス
マス・ラピッド・トランジット（MRT、高速鉄道・地下鉄）東西線のチャイニーズ・ガーデン駅から徒歩約5分。